# Karl-Peter Fritzsche
Karl-Peter Fritzsche (* 23. Februar 1950 in Düsseldorf) ist deutscher Politikwissenschaftler.

## Leben
Nach seiner erfolgreich abgelegten Abiturprüfung in Düsseldorf begann er 1970 mit dem Studium der Politikwissenschaft, Soziologie und Psychologie an der
Johann Wolfgang Goethe-Universität Frankfurt am Main (Deutschland). Inspiriert durch die Frankfurter Schule und seinem kritischen Verhältnis gegenüber Unrecht, Ungerechtigkeit und Diskriminierung, promovierte er im Jahre 1976 über das Thema „Entfremdungstheorie“. 1987 folgte dann seine Habilitationsarbeit über die „politische Kultur Italiens“.

### Werdegang
Von 1978 bis 1993 arbeitete Fritzsche in der Forschung (bis 1988) und war wissenschaftlicher Mitarbeiter an der Universität Braunschweig und dies, obwohl er schon von 1990 bis 1991 Dozent an der Universität Hamburg war. 1991 bis 1993 lehrte er an der Johann Wolfgang Goethe-Universität Frankfurt am Main und hat seit 1993 den ersten UNESCO-Lehrstuhl für Menschenrechtserziehung in Deutschland, welcher am Institut für Politikwissenschaft an der Otto-von-Guericke-Universität Magdeburg eingerichtet wurde, inne.
Er entschied sich für diese Lehrtätigkeit aufgrund von „[…] Wut, Wissen, Hoffnung und Kontakten: Wut über Verhältnisse, in denen Menschen andere entwürdigend behandeln, ein Wissen über die Möglichkeit, durch Recht geschützt zu werden, die Hoffnung, Menschen über ihre Rechte und Verantwortung aufklären zu können und schließlich: langjährige Arbeitskontakte zur UNESCO“, wie er in einem Interview mit Amnesty International sagte.
Darüber hinaus lehrte er in Braunschweig (Deutschland), Connecticut (USA), La Matenza (Universidad Nacional de La Matenza/Argentinien), Perugia (Italien), Rom (Freie Universität St. Pius V./Italien) und der Universität Utrecht (Niederlande).
Neben seinen Lehrtätigkeiten ist Fritzsche noch korrespondierendes Mitglied der Deutschen UNESCO-Kommission e. V. Des Weiteren unterstützt er Promotionsstipendien für das Bildwissenschaftliche Kolloquium im Bereich Bildwissenschaften an der Otto-von-Guericke-Universität in Magdeburg. Ferner ist Fritzsche Mitglied im Wissenschaftlichen Beirat der Zeitschrift für Menschenrechte.

### Forschungsschwerpunkte
Seine Forschungsschwerpunkte Menschenrechte/Menschenrechtserziehung, Vorurteile, Soziale Stresstheorie, Transformation politischer Kulturen ergänzte Fritzsche durch Lehrveranstaltungen zu Themen wie Fremdenfeindlichkeit, Faschismus und Fundamentalismus.
In seinem Buch Die Stressgesellschaft (München 1998) versucht Fritzsche auf Probleme, Ursachen und Umstände der Stressgesellschaft aufmerksam zu machen. Der Stressbegriff beinhaltet ein Missverhältnis zwischen „Welt und Individuum, Gesellschaft und Bürger“. Ein zu hohes Potenzial an Belastung und Anforderung stößt auf ein zu geringes Maß an Kompetenz und Ressourcen. Hieraus entwickelt sich Stress, ein ängstigendes Gefühl der Überforderung. Zwar gibt es sozialen Stress schon seit jeher, dennoch sieht Fritzsche einen eklatanten Einschnitt im Jahr 1989 mit der Wiedervereinigung.
Die in diesem Maße unbekannt steigenden Anforderungen an Individuen im Individualisierungsprozess steigern auch die Gefahr, dass eben jene Individuen überfordert werden. Diese empfinden dann potenzielle Entlastung als Belastung. Dies geht sogar so weit, dass „Freiheit selbst zu Stress wird“.
„Der Stressbegriff ist kritisch“. Er zielt auf zwei Aspekte: zum einen gegen Überforderung und Überbeanspruchung, zum anderen gegen ein Ausstattungsdefizit der Bürger an Ressourcen und Kompetenzen.
Nach einer kurzen Einleitung geht es im ersten Kapitel um die terminologische und theoretische Grundlegung seines Themas. Im nächsten Kapitel geht es um die Rahmenbedingungen von Veränderungen, in welchen sich Bürger überfordert fühlen können. Das nächste Kapitel beschäftigt sich mit drei Beispielen, mit welchen sich überlastete Bürger aus dem Stress zu retten versuchen. Im darauf folgenden Kapitel geht es um den Stress, dem Migranten bei dem Versuch der Integration ausgesetzt sind. Im nun folgenden Kapitel geht es um den Stress, in welchen Ostdeutsche mit der Wiedervereinigung geraten sind. Das nächste Kapitel beschäftigt sich sowohl mit dem typischen Stressstatus der Jugend als auch mit der zeitcharakteristischen Belastung. Im letzten Kapitel stellt Fritzsche ein Programm und eine Vision „Von der Stress- zur Lerngesellschaft“ vor.

## Schriften
Monographien
- Die Stressgesellschaft. München 1998, ISBN 3-466-30462-8.
- Menschenrechte. Eine Einführung mit Dokumenten. (= UTB : Politikwissenschaft, Rechtswissenschaft, Geschichtswissenschaft. Nr. 2437). 3., erweiterte und aktualisierte Auflage. Ferdinand Schöningh, Paderborn 2016, ISBN 978-3-8385-4487-8.

Herausgeberschaften
- Frieden – ein Thema europäischer Schulgeschichtsbücher. Hildesheim 1992, ISBN 3-487-09623-4.
- Schulbücher auf dem Prüfstand – Perspektiven der Schulbuchforschung und -beurteilung in Europa. Frankfurt 1992, ISBN 3-88304-275-7.
- mit Manfred Hartung: Der Umgang mit „Fremden“. Hannover 1997, ISBN 3-88304-291-9.
- mit Frank Hörnlein: Frieden und Demokratie. Baden-Baden 1998.
- mit Georg Lohmann: Menschenrechte zwischen Anspruch und Wirklichkeit. Würzburg 2000, ISBN 3-933563-53-4.
- R. Farnen, K. P. Fritzsche u. a. (Hrsg.): Tolerance in Transition. Oldenburg 2000

Aufsätze
- Hat der Antisemitismus eine Chance? In: Gegenwartskunde. 3/87
- Terrorismus in der Bundesrepublik Deutschland und Italien. Erbschaft der 68er Bewegung oder Last des Faschismus? In: UNIVERSITAS. Oktober 1988
- Terrorism in the Federal Republic of Germany and Italy. In: Terrorism and Political Violence. 3/89
- Kommen wir nicht ohne Vorurteile aus? In: Internationale Schulbuchforschung. 4/89
- NATO in History and Civics Textbooks: the West German Case. In: Internationale Schulbuchforschung. 1/1990
- Multikulturelle Gesellschaft – ein Thema deutscher Schulbücher? In: Internationale Schulbuchforschung. 3/1990
- Friedensmodelle statt Feindbilder? In: Loccumer Protokolle. 30/90
- Germania, nazione inattesa. In: Politica ed Economia. 12/90
- Human Rights in German Textbooks. In: Internationale Schulbuchforschung. 4/1990
- Corruption: The Result of Hidden Impacts of Political Socialization Agencies? In: Zoltan Bekes u. a. (Hrsg.): Hidden Tendencies and Unintentional Impacts in the Function of Political Socialization Agencies. Budapest 1992.
- Xenophobia – a Problem of Human Rights Education. In: Internationale Schulbuchforschung. 1/1992
- Multiperspektivität – eine pädagogische Antwort auf die multikulturelle Gesellschaft. In: PÄDEXTRA. 11/1992
- Multiperspektivität – eine Strategie gegen Dogmatismus und Vorurteile. In: Michael Byram (Hrsg.): Deutschland – seine Darstellung in englischen Schulbüchern für den Deutschunterricht. Frankfurt 1993.
- mit H. Knepper: Die neue Furcht vor der Freiheit. In: Aus Politik und Zeitgeschichte. Beilage zum Parlament, 33/93.
- Schulbücher gegen Fremdenfeindlichkeit – eine deutsch-deutsche Lehrerbefragung. In: Internationale Schulbuchforschung. 2/93.
- Human rights after the collapse of state socialism. In: Human Rights and Human Rights Education in the Process of Transition to Democracy. European Information Center of Charles University (Hrsg.) Praha 1993.
- La rencontre avant la rencontre. In: Pour une pedagogie des echanges, Le francais dans le monde. 2–3/94.
- Conditions for Xenophobia in Eastern Germany. In: Russel F. Farnen (Hrsg.): Cross-National Perspectives on Nationality, Identity, and Ethnicity. New Brunswick / London 1994.
- Menschenrechtserziehung und Schulbuchgestaltung. In: Internationale Schulbuchforschung. 2/1994.
- Menschenrechtserziehung – ein Beitrag zur politisch-historischen Bildung. In: Politische Bildung. 2/94.
- Die neue Dringlichkeit der Toleranz. In: Jahrbuch Deutsch als Fremdsprache. Band 20, München 1994.
- Bürger im Stress – Ein Ansatz zur Erklärung von Xenophobie. In: Verantwortung in einer unübersichtlichen Welt. Aufgaben wertorientierter politischer Bildung. (= Schriftenreihe der Bundeszentrale für politische Bildung. Band 331). Bonn 1995, ISBN 3-89331-221-8.
- Toleranz im Umbruch. In: Aus Politik und Zeitgeschichte. Beilage zum Parlament, 43/95.
- Europa im Schulbuch. In: F. Pingel (Hrsg.): Macht Europa Schule? Frankfurt 1995.
- Multiperspektivität – eine demokratische Schlüsselkompetenz. In: Y. Bizeul, U. Bliesener, M. Prawda (Hrsg.): Vom Umgang mit dem Fremden. Weinheim 1996.
- Stress-Gesellschaft und Xenophobie. In: Y. Bizeul, U. Bliesener, M. Prawda (Hrsg.): Der Umgang mit dem Fremden. Weinheim 1996.
- Identitäten im vereinten Deutschland. In: U. A. Becher (Hrsg.): Grenzen und Ambivalenzen. Frankfurt am Main 1996.
- Social stress - a new explanation for intolerance. In: K. P. Fritzsche, C. Irwin (Hrsg.): Tolerance in Transition. Hampshire 1997.
- Multiperspektivität – eine demokratische Schlüsselkompetenz. In: Y. Bizeul, U. Bliesener, M. Prawda (Hrsg.): Der Umgang mit dem Fremden. Weinheim 1996.
- Human rights and social stress. In: M. Trimarchi (Hrsg.): Human Rights and the Political Foundation for a Democratic Consciousness. Rome 1996.
- Zestresowany obywatel – proba wyjasniennia zjawiska ksenofobii. In: Prace Nauokowe – Pedagogika. 2/97.
- mit K. Prokop, B. Schneider und K. Schuster: Schulbücher sind (K)eine Sackgasse – eine deutsch-deutsche Schülerbefragung zum Thema Fremdenfeindlichkeit und Schulbuch. In: K. P. Fritzsche, M. Hartung (Hrsg.): Der Umgang mit „Fremden“. Hannover 1997.
- Toleranz-Kompetenz – Über die Chance, Toleranz zu lernen. In: Ethik und Sozialwissenschaften. Streitforum für Erwägungskultur. 4/1997.
- Prejudice and underlying assumptions. In: S. Selander (Hrsg.): Textbooks and Educational Media. Oslo 1997.
- Fundamentalismus und Toleranz in multikulturellen Gesellschaften. In: Hörnlein Fritzsche (Hrsg.): Frieden und Demokratie. Baden-Baden 1998.
- Der Beitrag der Toleranzerziehung zur Toleranzkultur. In: Kultur des Friedens – Ein neues UNESCO-Projekt zur Erhaltung des Weltfriedens. (Hrsg. Deutsche UNESCO-Kommission) 1998.
- Menschenrechtserziehung mit Schulbüchern. In: Report zur politischen Bildung. 3/98.
- Menschenrechts- und Toleranzerziehung für die „Kinder der Freiheit“. In: Innovative Ansätze zur Verbesserung der Menschenrechtserziehung in der Schule. Europäisches Zentrum für Friedenstudien (Hrsg.), Stadtschlaining 1998.
- Citizens under stress - an explanation for xenophobia. In: International Psychology Reporter. Vol. 2, Nr. 1/98
- mit Peter Weinbrenner: Menschenrechtserziehung – Ein Leitfaden zur Darstellung des Themas „Menschenrechte“ in Schulbüchern und im Unterricht. Deutsche UNESCO-Kommission (Hrsg.), Bonn 1998.
- Toleranz und Solidarität. In: W. Mickel (Hrsg.): Handbuch zur politischen Bildung. Bonn 1999.
- Über die Leichtigkeit der Intoleranz. In: Report zur politischen Bildung. 1/1999.
- Toleranzkompetenz. In: Handbuch der sozialen Arbeit mit Kinderflüchtlingen. Woge e. V./Institut für soziale Arbeit (Hrsg.) Münster 1999.
- Xenophobie. In: Handbuch der sozialen Arbeit mit Kinderflüchtlingen. Woge e. V./Institut für soziale Arbeit (Hrsg.) Münster 1999.
- Menschenrechtserziehung als Prävention gegen Rechtsextremismus. In: K. Peter Fritzsche, Georg Lohmann (Hrsg.): Menschenrechte zwischen Anspruch und Wirklichkeit. Würzburg 2000.
- Fundamentalism – a challenge for multicultural societies. In: R. Farnen, K. P. Fritzsche u. a. (Hrsg.): Tolerance in Transition. Oldenburg 2000.